# Temple réformé d'Avas
Le temple réformé d'Avas (en hongrois : avasi református templom) est un lieu de culte calviniste situé à Miskolc. Le temple est constitué d'un édifice médiéval de style gothique et d'un campanile rappelant le style des églises de Transylvanie. Construit sur les pentes de l'Avas, il s'agit du plus vieil édifice de la ville. 